# Claudine Longet
Claudine Georgette Longet, född 29 januari 1942 i Paris, Frankrike, är en fransk sångerska och skådespelare. Longet var gift med sångaren Andy Williams mellan 1961 och 1975. 

## Diskografi i urval
- 1964: The Wonderful World of Andy Williams
- 1967: Claudine
- 1967: The Look of Love
- 1968: Love is Blue
- 1968: Colours
- 2000: The Very Best of Claudine Longet

## Filmografi i urval
- 1963: McHale's Navy
- 1966: Hogans hjältar
- 1968: Oh, vilket party!
- 1968: Djävulshamnen
- 1971: Alias Smith and Jones
- 1975: The Legendary Curse of the Hope Diamond